# Oplurus
Genre
Oplurus est un genre de sauriens de la famille des Opluridae.

## Répartition
Les espèces de ce genre se rencontrent à Madagascar et aux Comores.

## Liste des espèces
Selon The Reptile Database (27 février 2012) :
- Oplurus cuvieri (Gray, 1831)
- Oplurus cyclurus (Merrem, 1820)
- Oplurus fierinensis Grandidier, 1869
- Oplurus grandidieri (Mocquard, 1900)
- Oplurus quadrimaculatus Duméril & Bibron, 1851
- Oplurus saxicola Grandidier, 1869

## Publication originale
- Cuvier, 1829 : Le Règne Animal Distribué, d'après son Organisation, pour servir de base à l'Histoire naturelle des Animaux et d'introduction à l'Anatomie Comparé. Nouvelle Edition [second edition]. Vol. 2. Les Reptiles. Déterville, Paris, p. 1-406 (texte intégral).